# Kamienica Badeniowska w Krakowie
Kamienica Badeniowska – zabytkowa kamienica o charakterze pałacowym przy ul. Sławkowskiej 10 na rogu z ul. św. Tomasza 10), wpisana do rejestru zabytków w 1966. 
Dwupiętrowa kamienica z pierwszej połowy XIV wieku. Wielokrotnie przebudowana. Klasycystyczna attyka. Fasada w stylu rokoko. Od 1710 w rękach rodziny Badenich. Do lat 90. XX wieku na parterze kamienicy mieścił się największy krakowski antykwariat naukowy.

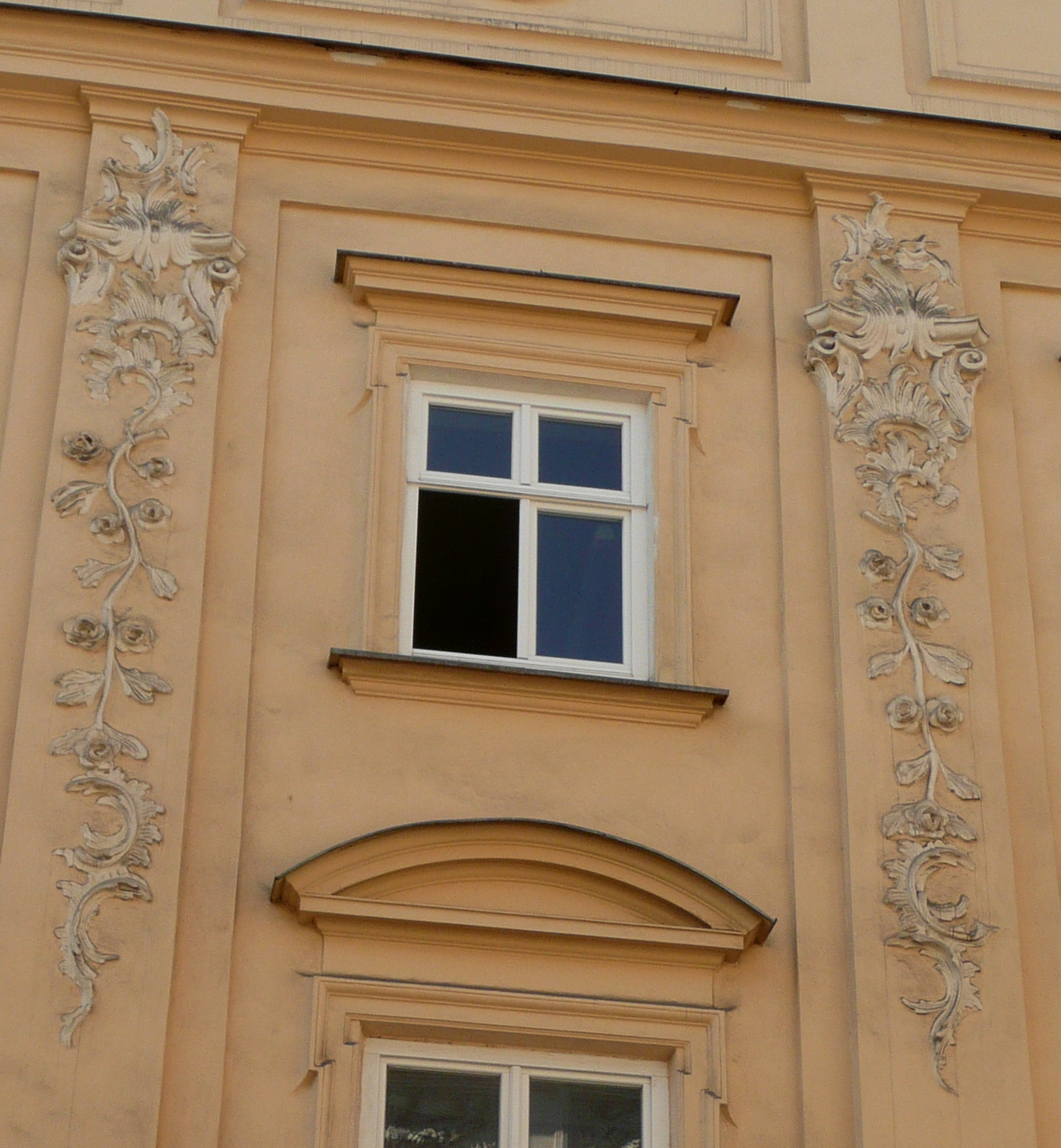
Zdobienia